# Halcuriidae
Halcuriidae Carlgren, 1918 è una famiglia di esacoralli dell'ordine
Actiniaria.

## Descrizione
Le specie di questa famiglia hanno la colonna del corpo liscia e senza verruche; non presente sfintere. L'apertura orale è circondata da una settantina di tentacoli e presenta un solo sifonoglifo. 
I mesenteri sono sei o dieci paia, tutti perfettamente marcati e dall'apparenza filamentosa.

## Ecologia
Gli adulti sono bentonici, fissati al substrato. L'individuo si sviluppa da una larva ed una planula che sono soggetti alle correnti marine, così come tutto lo zooplancton.

## Tassonomia
Descritta per la prima volta nel 1918, la famiglia è composta dai seguenti generi:
- Carlgrenia Stephenson, 1918
- Halcurias McMurrich, 1893